# Phymanthus laevis
Phymanthus laevis is een zeeanemonensoort uit de familie Phymanthidae.
Phymanthus laevis is voor het eerst wetenschappelijk beschreven door Kwietniewski in 1898.